# خالد (مغني أمريكي)
خالد روبنسون، هو مغني وكاتب أغاني أمريكي من تكساس ولد في 11 فبراير سنة 1998. بدأ مشواره الغنائي منذ الصغر، وقع أول عقد تسجيل مع شركة "مجموعة اليد اليمنى الموسيقة للتسجيلات أو "تسجيلات آر سي إيه" (بالإنجليزية: Right hand music group)‏، أكثر مايعرف به خالد أغنية "الموقع" (بالإنجليزية: location)‏ التي صدرت سنة 2017 وإحتلت المركز 16 في ترتيب الولايات المتحدة الأمريكية للألبومات بيلبورد هوت 100. كما تعدّ من أبرز أغانيه أغنية هدوء رفقة دي جي الأمريكي مارشميلو.

## نشأته
ولد خالد في فبراير 1998 في منطقة جورجيا الأمريكية، قضى معظم طفولته في التنقل من مكان لاخر بسبب طبيعة عمل والده في الجيش الأمريكي.

## الجوائز والترشيحات
| العام | الجائزة                  | صنف                          | العمل             | النتيجة |
| ----- | ------------------------ | ---------------------------- | ----------------- | ------- |
| 2017  | جوائز وودي               | الأفضل مشاهدة                | خالد              | فوز     |
| 2017  | جوائز بي إي تي           | أفضل فنان جديد               | خالد              | ترشيح   |
| 2017  | جوائز إختيار المراهقين   | أفضل أغنية أر آند بي-هيب هوب | لوكيشن (Location) | ترشيح   |
| 2017  | جوائز إم تي في الموسيقية | أفضل فنان جديد               | خالد              | فوز     |

## روابط خارجية
- خالد على موقع IMDb (الإنجليزية)
- خالد على موقع ميوزك برينز (الإنجليزية)
- خالد على موقع أول ميوزيك (الإنجليزية)
- خالد على موقع ديسكوغز (الإنجليزية)
- خالد على موقع ديسكوغز (الإنجليزية)
- خالد على موقع قاعدة بيانات الفيلم (الإنجليزية)